# Wencke Barfoed
Wencke Barfoed (* 19. November 1959) ist eine dänische Schauspielerin.

## Leben
Wencke Barfoed absolvierte von 1985 bis 1990 ihre Schauspielausbildung an der Staatlichen Theaterhochschule in Kopenhagen. Seit 1990 hat sie als Schauspielerin vor der Kamera in bislang mehr als 20 Film-und-Fernsehproduktionen mitgewirkt. Als Bühnendarstellerin war sie an verschiedenen Theaterhäusern in ganz Dänemark engagiert. Sie spielt auch an Kleinkunstbühnen oder an Provinztheatern.
Barfoed ist mit dem Musiker Klaus Kjellerup (* 1954) verheiratet, mit dem sie zwei Kinder hat. Die Familie lebt in Kopenhagen.

## Filmografie (Auswahl)
- 1991: Requiem
- 1995: Ein Zirkus für Sarah
- 1998: Wenn Mama nach Hause kommt
- 1999: Im Sog der Angst
- 2001: Sommer mit Onkel Erik
- 2002: Die Kinder meiner Schwester im Schnee